# Joyce Silva
Joyce Gomes da Silva, mais conhecida como Joycinha (Guarulhos, 13 de junho de 1984), é uma jogadora brasileira de voleibol. Iniciou jogando profissionalmente pelo Minas Tênis Clube em 2003 e passou por vários clubes brasileiros: Pinheiros, Rio de Janeiro e Vôlei Futuro. Além disso, em 2012 atuou fora do Brasil pela primeira defendendo o Fakel Novy Urengoy, da Rússia. Atualmente é oposto do Bursa Büyükşehir Belediye, time da Turquia. Pela seleção brasileira atua desde 2005, iniciando o ciclo olímpico do ano posterior. Joyce esteve entre as 14 pré-selecionadas para a Olimpíada de Pequim.

## Carreira
Quando Joycinha assistiu pela primeira vez a um jogo da Seleção Brasileira masculina, ela teve a certeza de que o vôlei entraria em sua vida. Isso foi em 1998, em Guarulhos, e ela viu de perto craques como Giba e Kid. Até então, ela jamais havia acompanhado uma partida sequer. Inspirada e encorajada por uma amiga, começou a jogar pelo time do colégio e algum tempo depois, já impressionava a todos pela sua altura, possuindo quase 1,80 com apenas 14 anos. Logo passou a defender o time de sua cidade pela Associação Atlética de Guarulhos, com o Professor Gilson Del Santo. Para concretizar seu sonho, Joycinha levava uma hora de ônibus de sua casa até o colégio, e seguia, andando, para o clube. Em 2003, assinou com o Minas Tênis Clube para disputar então, pela primeira vez, a Superliga Brasileira de Voleibol.
Em 2017, atuando pelo clube turco Bursa, conquistou o título da Challenge Cup. Joycinha foi a maior pontuadora da partida decisiva, marcando 21 pontos na vitória por 3 sets a 0 sobre o time grego Olympiakos Piraeus.

## Principais Conquistas na Seleção
| Campeonato Mundial       | Campeonato Mundial  | Campeonato Mundial |
| ------------------------ | ------------------- | ------------------ |
| Prata                    | Tóquio 2010         | Equipe             |
| Copa Pan-Americana       |                     |                    |
| Ouro                     | Estados Unidos 2009 | Equipe             |
| Grand Prix               |                     |                    |
| Ouro                     | Tóquio 2009         | Equipe             |
| Prata                    | Ningbo 2010         | Equipe             |
| Copa dos Campeões        |                     |                    |
| Prata                    | Fukuoka 2009        | Equipe             |
| Campeonato Sul-Americano |                     |                    |
| Ouro                     | Santiago 2007       | Equipe             |
| Ouro                     | Porto Alegre 2009   | Equipe             |
| Montreux Volley Masters  |                     |                    |
| Ouro                     | Suiça 2009          | Equipe             |
| Copa Final Four          |                     |                    |
| Ouro                     | Peru 2009           | Equipe             |
| Copa Yeltsin             |                     |                    |
| Prata                    | Ecaterimburgo 2011  | Equipe             |

## Equipes
| Clube                            | País          | De   | Até  |
| -------------------------------- | ------------- | ---- | ---- |
| Associação Atlética de Guarulhos | Brasil        | 1998 | 2003 |
| Minas TC                         | Brasil        | 2003 | 2007 |
| EC Pinheiros                     | Brasil        | 2007 | 2008 |
| Rio de Janeiro VC                | Brasil        | 2008 | 2010 |
| Vôlei Futuro                     | Brasil        | 2010 | 2012 |
| Fakel Novy Urengoy               | Rússia        | 2012 | 2013 |
| Daejeon KGC                      | Coreia do Sul | 2013 | 2015 |
| Bursa BB                         | Turquia       | 2015 | 2018 |
| Fluminense FC                    | Brasil        | 2018 | --   |